# Эмухвари, Арзакан Константинович
Арзакан Константинович Эмухвари (груз. არზაყან (დიმიტრი) კონსტანტინეს ძე ემუხვარი,26 октября [7 ноября] 1880, Чхуартал, Кавказское наместничество — 24 марта 1939, Париж, Третья французская республика) — по происхождению абхаз, однако был прогрузинским политиком, член Учредительного собрания Грузии (1919—1921).

## Биография

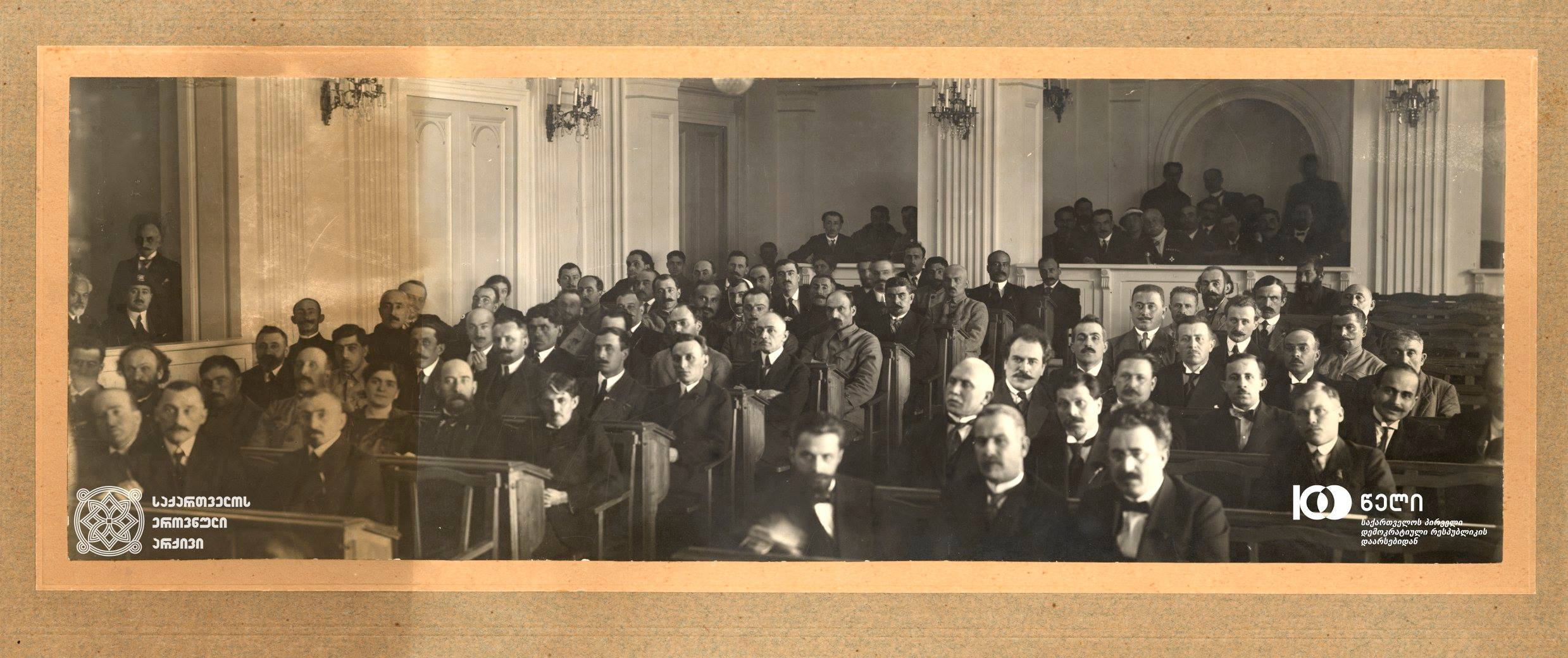
Учредительное собрание Грузии. Эмухвари, левая сторона, в последних рядах

Рано потерял родителей и воспитывался в приёмной семье.
Учился в Кутаисской духовной семинарии.
Окончив семинарию, вернулся в Абхазию и начал революционную работу в народе. Активно участвовал в революции 1905—1907 годов, стал главой «Сухумской республики». После поражения революции был арестован и в 1909 году приговорён к одному году тюремного заключения. Это ещё больше повысило авторитет Эмухвари среди населения. После отбывания наказания вернулся к активной революционной работе.
В 1917 году был назначен одним из представителей Специального комитета Кавказа (ОЗК) в Сухумском районе. Активный сторонник присоединения Абхазии к Грузии. 12 марта 1919 года был избран в Национальный совет Абхазии, который 20 марта объявил Абхазию автономной частью Грузии. Арзахан Эмухвар был избран председателем правительства Абхазии и членом Учредительного собрания Грузии.
После советизации Грузии в 1921 году отправил свою жену и детей в Кутаиси, сам эмигрировал вместе с членами демократического правительства Грузии. Жил в Стамбуле (1921—1922), затем переехал в Прагу, в 1927—1933 годах возглавлял грузинскую колонию в Праге. В 1939 году, по просьбе друзей, отправился в Париж. С большой радостью его встретили лидеры грузинской эмиграции: Акакий Чхенкели, Константин Канделаки, Григол Уратадзе и др.
Скоропостижно скончался 24 марта 1939 года в больнице от заражения крови.
Похоронен на Левильском кладбище.